# 泉精器・フィリップス特許権侵害訴訟
泉精器・フィリップス特許権侵害訴訟（いずみせいき・フィリップスとっきょけんしんがいそしょう）とは、フィリップスが泉精器が生産していた回転刃式髭剃り器が自社の特許を侵害していると主張して、アメリカ合衆国内の販売会社と製造元の泉精器を相手取り起こした裁判である。

## 背景
泉精器はアメリカ合衆国のウィンドミアとシアーズローバック向けに回転刃式髭剃り器を供給していたが、フィリップスは自社の保有する複数の特許を侵害されたとして1984年10月に告訴した。また、ウィンドミアは反トラスト法に抵触するとして反訴した。

## 争点
類似の構造の髭剃り器のカッターがフィリップスの保有する特許に抵触するかどうかが争点になった。

## 結論
一部の特許は無効で一部の特許の侵害が認められたものの、賠償額は6500ドルで象徴的ともいえるくらい少額だった。反トラスト法の件ではウィンドミアはフィリップスから56億円の和解金を得て和解した。

## その後
後年、泉精器はフィリップスを相手取り自社の保有するアメリカ合衆国特許第 5,408,749号が侵害されているとして告訴したが、これは却下された。